# Yashica TL Electro X
| Yashica TL Electro X  | Yashica TL Electro X                                                                          |
| Yashica TL Electro X  | Yashica TL Electro X                                                                          |
| --------------------- | --------------------------------------------------------------------------------------------- |
| Hersteller            | Yashica, Japan                                                                                |
| Modell                | TL Electro X                                                                                  |
| Typ                   | Spiegelreflexkamera                                                                           |
| Format                | 24 mm × 36 mm                                                                                 |
| Film                  | 35-mm-Kleinbildfilm 135                                                                       |
| Filmempfindlichkeiten | 25-800 ASA (DIN 15°-30°)                                                                      |
| Baujahr               | 1968–1974                                                                                     |
| Standardobjektiv      | Yashica Auto Yashinon-DX 1:1,7 / 50 mm                                                        |
| Objektivanschluss     | M42-Schraubgewinde                                                                            |
| Suchertyp             | Pentaprisma                                                                                   |
| Einstellhilfen        | Mikroprisma                                                                                   |
| Verschlusstyp         | Stahllamellen-Schlitzverschluss                                                               |
| Verschlusszeiten      | - Bulb - Slow (2s – 1/30s stufenlos) - 1/30s – 1/1000s in Stufen - ohne Batterie: 1/1000s     |
| Belichtungsmessung    | TTL, CdS Sensor                                                                               |
| Blitzsynchronzeit     | 1/90s, X-Synchronisation                                                                      |
| Blitzanschluss        | - Hot-Shoe mit Mittenkontakt (X-Synchronisation) - 2 PC-Buchsen für X- und FP-Synchronisation |
| Batterie              | 6 Volt Silberoxid-Zink-Batterie Typ PX28 (544)                                                |
| Abmessungen (BHT)     | 151 × 100 × 96 mm                                                                             |
| Gewicht               | 1050 g                                                                                        |
| Besonderheiten        | - Spiegelarretierung - mechanischer Selbstauslöser                                            |

Die TL Electro X ist eine Spiegelreflexkamera des japanischen Herstellers Yashica. Die Kamera wurde zwischen Oktober 1968 und Dezember 1974 hergestellt. Sie war nach der Praktica PL Electronic (ca. März 1968) und der Contarex SE (September 1968) die weltweit dritte Spiegelreflexkamera mit elektronisch gesteuerten Verschluss. Im Gegensatz zu den ersten beiden, die nur in Kleinserien von knapp über 3000 Exemplaren produziert wurden, war die Yashica mit ca. 300.000 Stück die bedeutendere Kamera für die weitere technische Entwicklung. Sie verfügte über TTL-Belichtungsmessung und hatte auch hier Innovation zu bieten: Zur Anzeige des Belichtungsmessers wurden statt der sonst üblichen Lichtwaage mit einem Drehspulinstrument und Anzeigenadel Mikrolämpchen in Pfeilform verwendet, welche im Sucher jeweils Über- oder Unterbelichtung anzeigen. Es gab somit keine mechanisch beweglichen Bauteile mehr im Messsystem. Wie bei den meisten damals üblichen Kameras wird durch Betätigung des Abblendhebels die Belichtung bei Arbeitsblende gemessen und angezeigt.
Die Yashica TL Electro X ist mit über einem Kilogramm Gewicht (inkl. Normalobjektiv) relativ schwer. Als Besonderheit hat man der Kamera auch eine Spiegelarretierung spendiert, um den Einsatz der Kamera an Mikroskopen und Teleskopen zu ermöglichen.
Die Kamera war in Silber und komplett in Schwarz (Modellvariante ITS) erhältlich. Insgesamt wurden ca. 300.000 Exemplare gebaut.